# Jorge da Conceição Teme

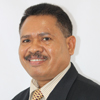
Jorge da Conceição Teme

Jorge da Conceição Teme (* 24. Mai 1964 in Teinae, Oe-Cusse Ambeno, Portugiesisch-Timor) ist ein osttimoresischer Politiker und Diplomat. Zunächst war er Mitglied der linksgerichteten FRETILIN, verließ sie aber 2011 als Teil der Reformbewegung Frenti-Mudança. Von 2012 bis 2015 war er Minister für Staatsadministration.

## Werdegang
Teme stammt aus der Exklave Oe-Cusse Ambeno im Westen Timors.
1998 erhielt Teme ein Stipendium der New Zealand Overseas Development Agency und kam in das neuseeländische Palmerston North, wo er auch mit Aktivisten für die Befreiung Osttimors von der indonesischen Besatzung zusammenarbeitete. Teme wurde in Neuseeland Sprecher der East Timor Students Association (ETSA). Er studierte an der Massey University, wo er 2002 einen Master degree in Policy and Politics of Development erhielt. Das Heim seiner Familie wurde während der indonesischen Operation Donner niedergebrannt, so dass Teme und seine Frau und Kinder bei ihrer Heimkehr zunächst ohne eigene Unterkunft waren.

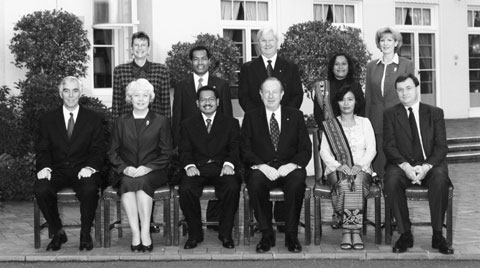
Jorge da Conceição Teme (Mitte links) nach der Übergabe seiner Akkreditierung als Botschafter in Australien

Auf Listenplatz 12 zog Teme bei den Wahlen am 30. August 2001 für die FRETILIN in die verfassunggebende Versammlung ein, wechselte aber am 20. September 2001 in die II. Übergangsregierung unter der UN-Verwaltung als Vizeminister für Äußeres und Kooperation. Das Amt behielt Teme auch nach der Entlassung Osttimors in die Unabhängigkeit am 20. Mai 2002 unter der Regierung von Premierminister Marí Alkatiri (FRETILIN). Vom 29. Mai 2003 bis August 2005 war Teme der erste Botschafter Osttimors in Australien. Er war auch für andere Länder zuständig, wie zum Beispiel Neuseeland und Samoa. Durch die Unruhen in Osttimor 2006 musste Premierminister Alkatiri zurücktreten. Auch in der FRETILIN wuchs die Kritik an ihrem Generalsekretär. Teme schloss sich der Reformbewegung FRETILIN Mudança an und unterstützte im Präsidentschaftswahlkampf 2007 gegen seinen Parteichef Francisco Guterres den neuen Premierminister und unabhängigen Kandidaten José Ramos-Horta. Kurz vor dem ersten Wahlgang wurde Teme der angeblichen sexuellen Belästigung einer Botschaftsmitarbeiterin beschuldigt.
Im August 2007 wurde Teme unter Premierminister Xanana Gusmão (CNRT) Staatssekretär für die autonome Region Oe-Cusse Ambeno, obwohl seine Partei, die FRETILIN, in Opposition mit der Regierungskoalition stand. Schließlich spaltete sich die FRETILIN Mudança von der FRETILIN ab und trat als Frenti-Mudança (FM) bei den Parlamentswahlen in Osttimor 2012 erstmals mit einer eigenen Liste an. Sie gewann zwei Sitze. Teme wurde der Generalsekretär der FM und in der Regierungskoalition mit CNRT und PD am 8. August zum Minister für Staatsadministration vereidigt. Auf seinen Sitz im Nationalparlament verzichtete er deswegen.
Als Premierminister Gusmão im Februar 2015 zurücktrat und die neue Regierung der nationalen Einheit unter dem FRETILIN-Mitglied Rui Maria de Araújo gebildet wurde, lehnte Teme das Angebot ab, in der VI. Regierung seinen Posten als Vizeminister weiterzuführen. Dafür übernahm er seinen Sitz im Parlament und wurde dort nun als einer von zwei FM-Abgeordneten stellvertretender Fraktionschef.
Teme war einer der Gründer der Bewegung Amigos de Taur Matan Ruak (A-TMR), die den ehemaligen Staatspräsidenten und seine Partei Partidu Libertasaun Popular (PLP) im Wahlkampf für die Parlamentswahlen in Osttimor 2017 unterstützten, unabhängig von der eigenen Parteizugehörigkeit. Da die FM bei den Wahlen selbst an der Vier-Prozent-Hürde scheiterte, schied Teme aus dem Parlament aus.
2023 wollte Teme das Wahlbündnis Aliança Democrata (AD) in die Parlamentswahlen in Osttimor 2023 führen. Es bestand aus der Partido do Desenvolvimento Popular (PDP), der Partidu Liberta Povu Aileba (PLPA) und der Aliança Nacional Democrata (AND), von der Teme der Vorsitzende ist. Zwei Monate vor der Wahl war das Bündnis zwar bereits beim Obersten Gericht Osttimors (Tribunal de Recurso) gemeldet, der Zulassungsprozess der AND als Partei war aber noch nicht abgeschlossen. Da auch die PDP den Status als Partei vom Tribunal wegen fehlender gesetzlicher Vorgaben entzogen bekam, scheiterte die AD bereits in der Zulassung zur Wahl. PLPA und AND schlossen daraufhin eine „strategische Vereinbarung“, die bei Einzug in das Parlament für die gesamte Legislaturperiode bis 2028 gelten soll. AND-Mitglieder wurden auf die PLPA-Liste aufgenommen. Teme wurde Listenführer.

## Publikationen
- Tetum, language manual for East Timor
- Baikenu language manual: for the Oecussi-Ambeno enclave (East Timor)
- The Impact of Foreign Aid on Recipient Countries